# Paul von Winterfeld

Paul von Winterfeld

Paul von Winterfeld (* 20. August 1872 in Tynwalde, Westpreußen; † 4. April 1905 in Belzig) war ein deutscher Hochschullehrer und Mitbegründer der Mittellateinischen Philologie sowie Mitarbeiter der Monumenta Germaniae Historica. 
Er war neben den älteren Wilhelm Meyer aus Speyer und Ludwig Traube einer der Begründer der Mittellateinischen Philologie und Mitarbeiter der Monumenta Germaniae Historica. Sein Hauptarbeitsgebiet war die lateinische Dichtung des Mittelalters, darunter die Edition der Werke der Hrotsvith von Gandersheim, mit der er sich seit Dezember 1890 beschäftigte.

## Leben
Nach dem Abitur in Köslin 1890 begann Winterfeld sein Studium in Berlin. Mittelalterliche Geschichte hörte er bei Wilhelm Wattenbach, Klassische Philologie bei Vahlen, der Winterfeld 1891 in das Philologische Seminar aufnahm, das von August Boeckh 1812 gegründet worden war und der Interpretation, Disputation klassischer Autoren und der Übung in der Abfassung lateinischer Abhandlungen diente und deswegen nur in lateinischer Sprache diskutierte. 1895 folgte die Promotion, 1899 die Habilitation als Privatdozent für Klassische Philologie. 1904 zum Extraordinarius der Berliner Universität ernannt, starb der Forscher schon 1905 an einem Lungenleiden in der Heilanstalt Belzig.
Seine Versuche, mit Agnes Miegel, deren Gedichte ihn sehr beeindruckt hatten, in Kontakt zu treten, blieben erfolglos, dennoch hat er sie und Ulrich von Wilamowitz-Moellendorff testamentarisch als Erben eingesetzt. Beide verzichteten jedoch zugunsten der Schwester Winterfelds, die Bibliothek des Gelehrten wurde verkauft und zerstreut.

## Werke
- Deutsche Dichter des lateinischen Mittelalters in deutschen Versen, hrsg. von Paul von Winterfeld und Hermann Reich. C.H. Beck, München 1913 Google/MGH-Bibliothek (mit Biographie des Autors; PDF; 6,4 MB). Weitere Auflagen 1917 und 1922.
- Von Horaz bis Hrotsvith von Gandersheim. Weidmann, Hildesheim/Zürich 1996, ISBN 3-615-00148-6 (gesammelte Aufsätze von Winterfelds).